# مجید مطلبی شبستری
مجید مطلبی شبستری (زاده ۱۳۳۴ تهران) دیپلمات اهل ایران و سفیر ایران در یونان است.

## سوابق
مجید مطلبی شبستری در سال ۱۳۶۰ وارد وزارت خارجه شد و بعد از آن مسئولیت‌های معاون اداره فرهنگی معاون سفارت ایران در دوبلین، معاون اداره سیاسی آسیا دور، معاون سفارت ایران در کانبرا، معاون اداره سیاسی شرق آسیا، معاون امور اداری، معاون اداره کل اقتصادی، سرپرست موقت سفارت ایران در توکیو را تجربه کرد.